# Равнина Арракис

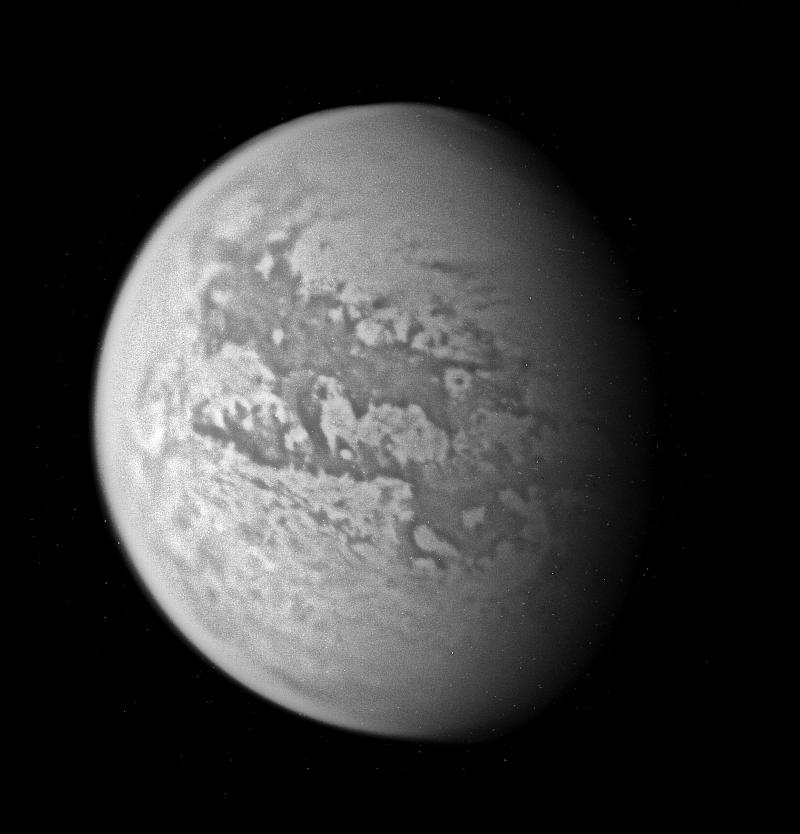
Инфракрасное изображение Титана

Равнина Арракис (англ. Arrakis Planitia) — равнина на Титане, самом крупном спутнике Сатурна. Находится в южном полушарии между 75-81° южной широты (координаты центра — 78°24′ ю. ш. 117°00′ з. д. / 78,4° ю. ш. 117,0° з. д.).
Максимальный размер структуры составляет около 340 км. Равнина Арракис была обнаружена на радиолокационных снимках космического аппарата Кассини (во время стандартного пролета около Титана).
Названа в честь Арракиса, вымышленной планеты во Вселенной Дюны, созданной фантастом Фрэнком Гербертом. Это название было утверждено Международным астрономическим союзом в 2010 году.